# Ácido pirofosfórico
Ácido pirofosfórico, também conhecico como ácido difosfórico, é um líquido xaroposo ou um sólido em cristalino em forma de agulhas. Ácido pirofosfórico é incolor, inodor, higróscópico e é solúvel em água, éter dietílico, e álcool etílico e é produzido do ácido fosfórico por desidratação. Ácido pirofosfórico lentamente se hidrolisa na presença de água em ácido fosfórico.
2H3PO4 ⇌ H4P2O7 + H2O
Ácido pirofosfórico é um ácido inorgânico medianamente forte. O ânion, os sais, e os ésteres do ácido pirofosfórico são chamados pirofosfatos.